# 34996 Mitokoumon
34996 Mitokoumon è un asteroide della fascia principale. Scoperto nel 1977, presenta un'orbita caratterizzata da un semiasse maggiore pari a 2,5745247 UA e da un'eccentricità di 0,1637665, inclinata di 11,45690° rispetto all'eclittica.